# Скала Олексій Васильович
Юрій Васильович Скала (рум. Alexei Scala; нар. 12 квітня 1965, Білгород-Дністровський, УРСР) — радянський, молдовський та український футболіст, півзахисник. Виступав за збірну Молдови.

## Клубна кар'єра
Вихованець ДЮСШ міста Білгород-Дністровський, перший тренер — Емануїл Стейнберг. У віці 15 років разом з братом-близнюком Юрієм поїхав до Києва, де вступив до ПТУ № 29, на базі якого була створена збірна України «Трудові резерви». У 1982 році разом з братом розпочав футбольну кар'єру в резервній команді київського СКА. У 1984 роцібув призваний на військову службу, яку проходив у резервній команді одеського СКА. Наступного року прийняв запрошення одеського «Чорноморця», але через високу конкуренцію не зміг пробитися до першої команди й тому в 1986 році перейшов до сусіднього «Текстильника» (Тирасполь). Потім разом з братом виступав у клубах «Новатор» (Жданов), «Жезказганець» (Жезказган), «Нафтовик» (Фергана), «Ністру» (Кишинів), «Факел» (Воронеж), «Кяпаз», «Тигина-Апоель» (Бендери). У 1991 році вперше разом з братом виїхав до США, де нетривалий період часу захищав кольори «Чикаго Іглс». Після повернення на батьківщину в 1992 році перейшов до тернопільської «Ниви», проте зрештою знову повернувся до молдовського «Буджака». Влітку 1992 року разом з братом виїхав до Румунії, де протягом півроку захищав кольори «Селени». На початку наступного року повернувся до «Буджака». У 1994 році вони з братом вперше грали в різних клубах. Юрій підписав контракт з російською Ладою (Тольятті), а Олексій після 2-х зіграних матчів у складі хворостківської «Зорі» знову виїхав до США в рамках обміну футбольним досвідом. У Штатах виступав за «Дайнамо» (Лос-Анджелес). того ж року повернувся в «Буджак», а на початку 1995 року став гравцем хмельницького «Поділля». Лише влітку 1995 року він возз'єднався з братом у складі кишинівського «Конструкторула», у футболці якого й завершив кар'єру гравця.

## Кар'єра в збірній
У 1992 році Олексій Скала загалом зіграв 7 неофіційних міжнародних матчів (один гол) у складі національної збірної Молдови. 18 серпня 1992 року в поєдинку проти Пакистану, який закінчився перемогою з рахунком 5:0 на користь команди з Східної Європи, відзначився єдиним голом у футболці національної збірної. Автором же решти 4 голів у тій зустрічі, яка проходила в рамках Йорданського Турніру, був Сергій Александров.
| #  | Дата           | Місце                                | Суперник | Рахунок | Результат | Змагання                         |
| -- | -------------- | ------------------------------------ | -------- | ------- | --------- | -------------------------------- |
| 1. | 18 серпня 1992 | Міжнародний стадіон, Амман, Йорданія | Пакистан | 1–0     | 5–0       | Товариський (Йорданський Турнір) |

## Тренерська діяльність
По завершенні ігрової кар'єри розпочав тренерську діяльність. У 2001 році разом з братом виграли у візовій лотереї й отримали «Зелену Карту». Спочатку Олексій як граючий тренер допомагав тренувати «Чикаго Іглс». потім разом з братом тренував команди «Дайнамо» (Лос-Анджелес), «Оклахома Іглс» та «Чикаго Марунс». Під їх керівництвом команда неодноразово вигравали чемпіонат США серед напівпрофесіоналів.
З 24 вересня й до завершення 2010 року був головним тренером чернігівської «Десни»

## Титули і досягнення
- Володар Кубка Молдови (1):

Буджак: 1992